# Rothenstein (Bad Grönenbach)

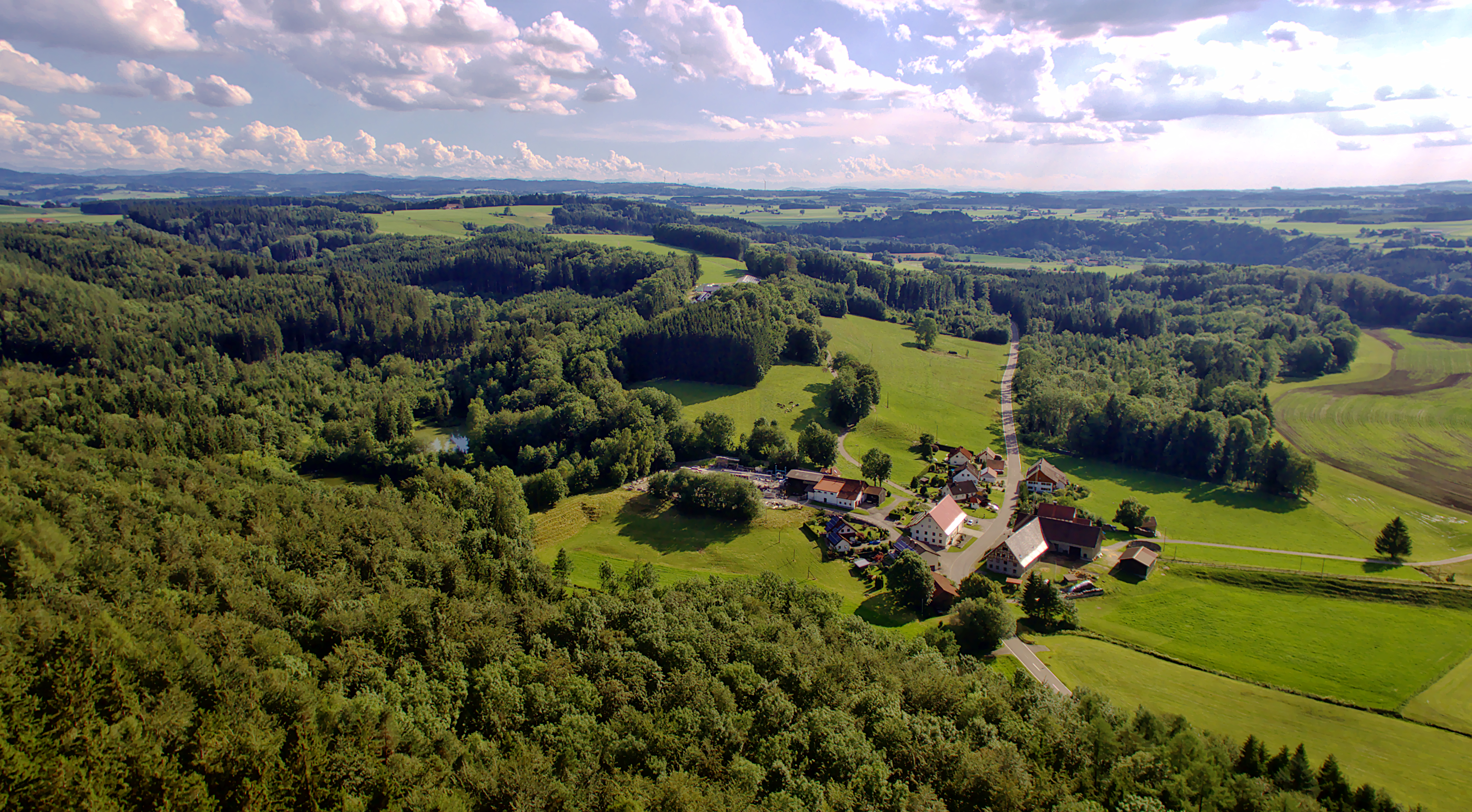
Rothenstein von Osten. Links über dem Ort ist der Burgweiher zu sehen. Die vom Wald überwucherte Burgruine befindet sich auf dem Hügel etwas links über dem Ort (ein Sträßchen führt dort hoch)

Der Weiler Rothenstein ist ein Ortsteil des Kneippheilbades Bad Grönenbach im Landkreis Unterallgäu in Bayern.

## Geographie

### Topographie
Rothenstein liegt in Oberschwaben in der Donau-Iller-Region, etwa zwei Kilometer südwestlich von Bad Grönenbach auf einer Höhe von 687 m ü. NN. An Rothenstein grenzen, im Uhrzeigersinn von Norden beginnend, die Einöde Rechberg, der Markt Bad Grönenbach, Herbisried, die Weiler Greit, Manneberg und Au. Der Hauptteil des Dorfes liegt an der Kreisstraße MN21 von Bad Grönenbach nach Legau, weitere Gehöfte liegen auf einer Erhöhung (731 m ü. NN) leicht südlich davon.

### Geologie
Der Untergrund von Rothenstein besteht aus der ungegliederten Oberen Süßwassermolasse, welche im Miozän gebildet wurde. Der Boden besteht dabei aus Tonen, Schluff, Mergel, Sand und zum Teil aus Kies. Die Häuser auf der südlichen Erhöhung von Rothenstein befinden sich zum Teil auf Schotter der Mindeleiszeit, bestehend aus Kies, Sand und zum Teil Konglomerat.

## Baudenkmäler

Mauerreste der Burgruine Rothenstein

Südlich der Ortschaft Rothenstein liegt die Burgruine Rothenstein. Die am Anfang des 11. Jahrhunderts erbaute Burg stürzte am 9. März 1873 bei einem Erdrutsch ein. Von der ehemaligen Anlage sind nur noch wenige Mauerreste vorhanden, die unter Denkmalschutz stehen. Des Weiteren steht ein Bauernhaus mit Fachwerkgiebel und Satteldach aus dem 18. Jahrhundert unter Denkmalschutz.